# Vallfogona de Balaguer
Vallfogona de Balaguer è un comune spagnolo di 1 503 abitanti situato nella comunità autonoma della Catalogna.